# Kenenisa Bekele
Kenenisa Bekele (în amharică ቀነኒሳ በቀለ; n. 13 iunie 1982, Bekoji⁠(d), Statul Oromia, Etiopia) este un atlet etiopian specializat în alergare pe distanțe lungi. 

## Carieră
A fost laureat cu trei medalii de aur olimpice pe 5.000 m și 10.000 m. A fost de cinci ori campion mondial pe pistă pe aceste distanțe și de 20 ori campion mondial de cros, inclusiv de 12 ori la individual. A fost numit cel mai bun atlet al anului de Asociația Internațională de Atletism (IAAF) în 2004 și în 2005. A deținut recordurile mondiale în aer liber la 5.000 m (12:37,35) și 10.000 m (26:17,53), precum și recordurile mondiale în sală la 2.000 m, la 2 mile și la 5.000 m.

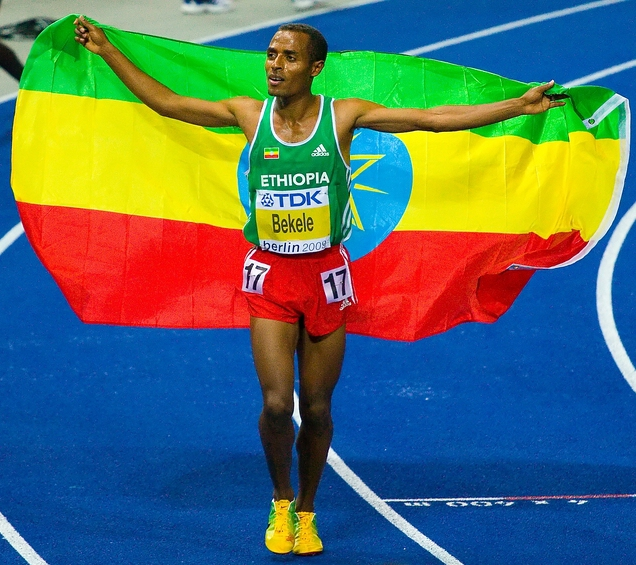
La CM din 2009
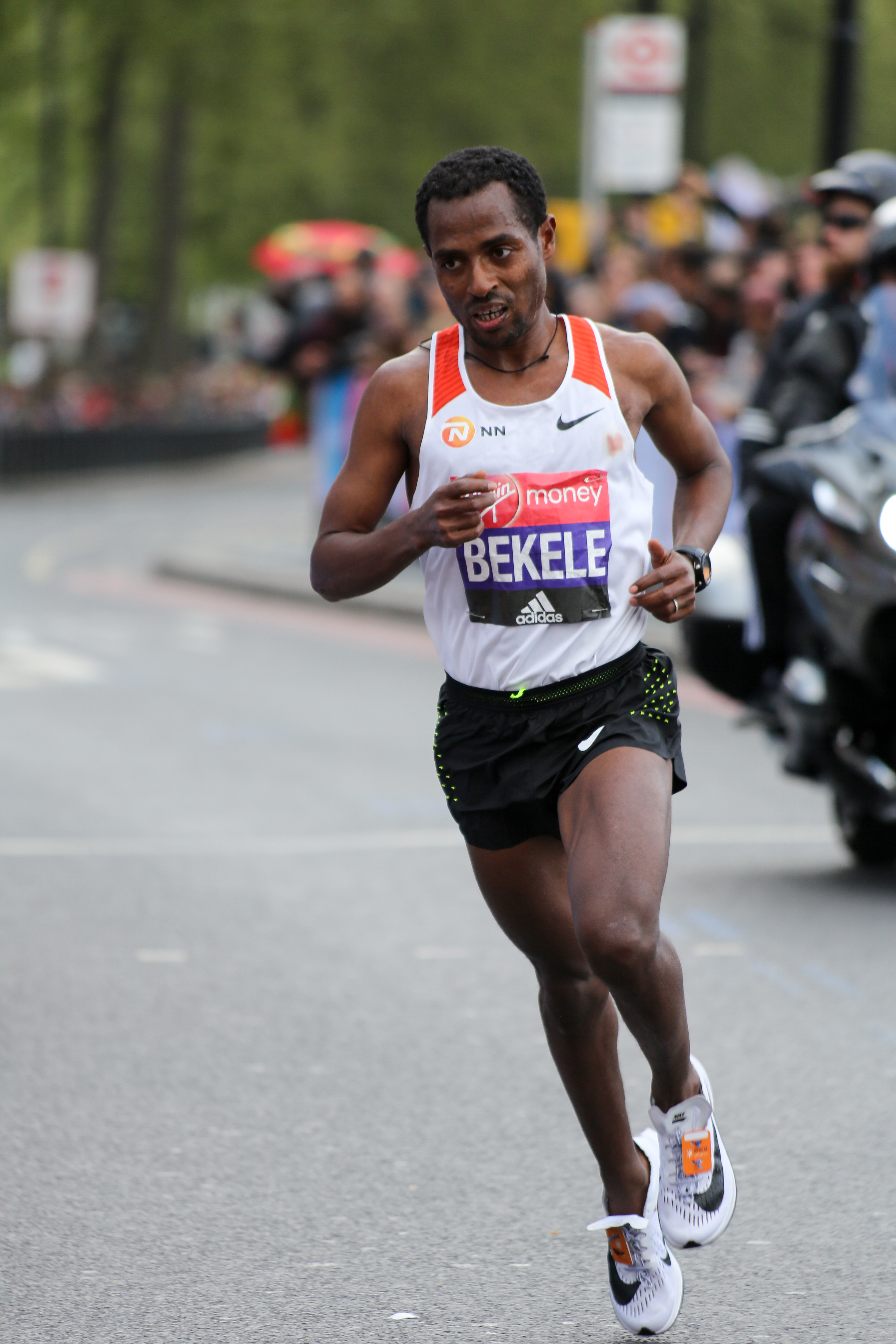
În 2017

## Realizări
| An   | Competiție                              | Locație                 | Loc | Eveniment                 | Note     |
| ---- | --------------------------------------- | ----------------------- | --- | ------------------------- | -------- |
| 1999 | Campionatul Mondial de Cros             | Belfast, Regatul Unit   | 9   | Cursa de Juniori 8,012 km | 26:27    |
| 1999 | Campionatul Mondial de Juniori (sub 18) | Bydgoszcz, Polonia      | 2   | 3000 m                    | 8:09,89  |
| 2000 | Campionatul Mondial de Juniori (sub 20) | Santiago, Chile         | 2   | 5000 m                    | 13:45,43 |
| 2001 | Campionatul Mondial de Cros             | Oostende, Belgia        | 2   | 4,1 km                    | 12:42    |
| 2001 | Campionatul Mondial de Cros             | Oostende, Belgia        | 1   | Cursa de Juniori 7,7 km   | 25:04    |
| 2002 | Campionatul Mondial de Cros             | Dublin, Irlanda         | 1   | 4,208 km                  | 12:11    |
| 2002 | Campionatul Mondial de Cros             | Dublin, Irlanda         | 1   | 11,998 km                 | 34:52    |
| 2003 | Campionatul Mondial de Cros             | Lausanne, Elveția       | 1   | 4,03 km                   | 11:01    |
| 2003 | Campionatul Mondial de Cros             | Lausanne, Elveția       | 1   | 12,355 km                 | 35:56    |
| 2003 | Campionatul Mondial                     | Paris, Franța           | 3   | 5000 m                    | 12:53,12 |
| 2003 | Campionatul Mondial                     | Paris, Franța           | 1   | 10 000 m                  | 26:49,57 |
| 2004 | Campionatul Mondial de Cros             | Bruxelles, Belgia       | 1   | 4 km                      | 11:31    |
| 2004 | Campionatul Mondial de Cros             | Bruxelles, Belgia       | 1   | 12 km                     | 35:52    |
| 2004 | Jocurile Olimpice                       | Atena, Grecia           | 2   | 5000 m                    | 13:14,59 |
| 2004 | Jocurile Olimpice                       | Atena, Grecia           | 1   | 10 000 m                  | 27:05,10 |
| 2005 | Campionatul Mondial de Cros             | Saint-Galmier, Franța   | 1   | 4,196 km                  | 11:33    |
| 2005 | Campionatul Mondial de Cros             | Saint-Galmier, Franța   | 1   | 12,02 km                  | 35:06    |
| 2005 | Campionatul Mondial                     | Helsinki, Finlanda      | 1   | 10 000 m                  | 27:08.33 |
| 2006 | Campionatul Mondial în sală             | Moscova, Rusia          | 1   | 3000 m                    | 7:39.32  |
| 2006 | Campionatul Mondial de Cros             | Fukuoka, Japonia        | 1   | 4 km                      | 10:54    |
| 2006 | Campionatul Mondial de Cros             | Fukuoka, Japonia        | 1   | 12 km                     | 35:40    |
| 2007 | Campionatul Mondial de Cros             | Mombasa, Kenya          | —   | 12 km                     | NT       |
| 2007 | Campionatul Mondial                     | Osaka, Japonia          | 1   | 10 000 m                  | 27:05.90 |
| 2008 | Campionatul Mondial de Cros             | Edinburgh, Regatul Unit | 1   | 12 km                     | 34:38    |
| 2008 | Jocurile Olimpice                       | Beijing, China          | 1   | 5000 m                    | 12:57,82 |
| 2008 | Jocurile Olimpice                       | Beijing, China          | 1   | 10 000 m                  | 27:01,17 |
| 2009 | Campionatul Mondial                     | Berlin, Germania        | 1   | 5000 m                    | 13:17,09 |
| 2009 | Campionatul Mondial                     | Berlin, Germania        | 1   | 10 000 m                  | 26:46.31 |
| 2011 | Campionatul Mondial                     | Daegu, Coreea de Sud    | —   | 10 000 m                  | NT       |
| 2012 | Jocurile Olimpice                       | Londra, Regatul Unit    | 4   | 10 000 m                  | 27:32,44 |
| 2014 | Paris Marathon                          | Paris, Franța           | 1   | maraton                   | 2:05:04  |
| 2016 | London Marathon                         | Londra, Regatul Unit    | 3   | maraton                   | 2:06:36  |
| 2016 | Berlin Marathon                         | Berlin, Germania        | 1   | maraton                   | 2:03:03  |
| 2017 | London Marathon                         | Londra, Regatul Unit    | 2   | maraton                   | 2:05:57  |
| 2019 | Berlin Marathon                         | Berlin, Germania        | 1   | maraton                   | 2:01:41  |
| 2021 | Berlin Marathon                         | Berlin, Germania        | 3   | maraton                   | 2:06:47  |
| 2021 | New York Marathon                       | New York, Statele Unite | 6   | maraton                   | 2:12:52  |
| 2022 | London Marathon                         | Londra, Regatul Unit    | 5   | maraton                   | 2:05:53  |
| 2024 | London Marathon                         | Londra, Regatul Unit    | 2   | maraton                   | 2:04:15  |
| 2024 | Jocurile Olimpice                       | Paris, Franța           | 39  | maraton                   | 2:12:24  |

## Recorduri personale
| Probă          | Performanță | Dată                 | Locație    |
| -------------- | ----------- | -------------------- | ---------- |
| 5000 m         | 12:37,35 RN | 31 mai 2004          | Hengelo    |
| 10 000 m       | 26:17,53 RN | 26 august 2005       | Bruxelles  |
| Maraton        | 2:01:41 RN  | 29 septembrie 2019   | Berlin     |
| 5000 m în sală | 2:13:11 RM  | 31 20 februarie 2004 | Birmingham |